# Месджид

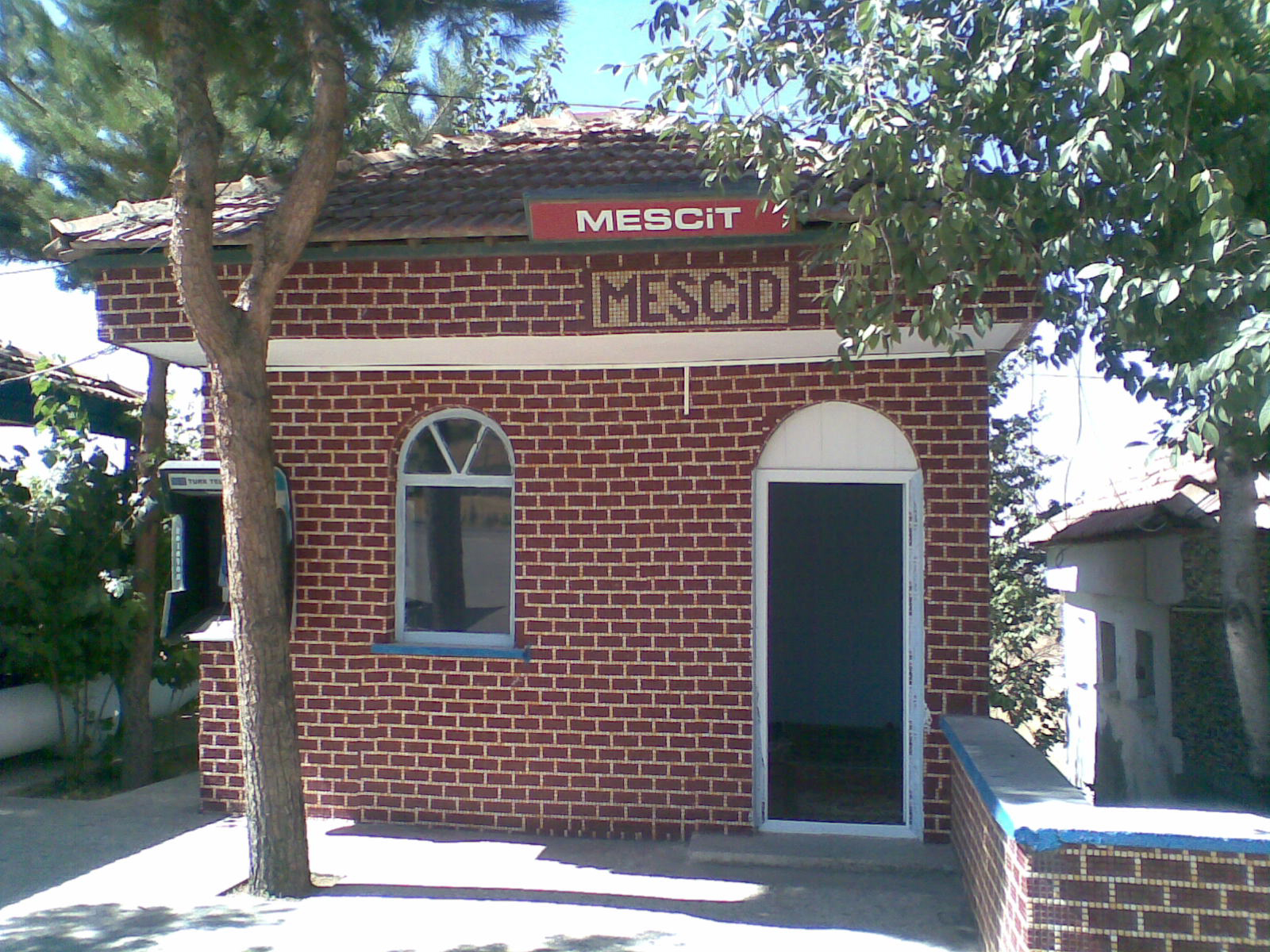
Месджид у Малатьї

Месджи́д (араб. مَسْجِد, трансліт. masjid — «місце, де здійснюють земні поклони») — молитовня, невелика мечеть або місце для намазу в ісламі.
Слово «месджид» в арабській мові означає «місце, де здійснюють саджда (земний уклін)». У месджидах зазвичай немає мінбара (трибуни для проповіді); деякі з них розташовані в негромадських місцях, наприклад, на території підприємства. З цих причин у таких місцях зазвичай не читається хутба (проповідь) і не проводиться п'ятничний намаз. Месджиди є невеликими приміщеннями, призначеними для здійснення намазу.
Розрізнення між джамі (великою соборною мечеттю) та месджидом (малою мечеттю або молитовнею) характерне переважно для Туреччини. В інших ісламських країнах слово «месджид» (або його місцеві варіанти) є загальною назвою для мечеті, що відповідає турецькому терміну «джамі». У багато мов світу терміни, що позначають мусульманське молитовне місце (наприклад, англ. mosque, ісп. mezquita), увійшли як видозмінені форми слова «месджид».
В анатолійській тюркській архітектурі однокупольні месджиди, будівництво яких розпочалося в Сельджуцький період, надалі широко продовжували будуватися за часів існування анатолійських бейликів (тюркських князівств) та в Османський період.